# Ophiobolus disseminans
Ophiobolus disseminans är en svampart som beskrevs av Riess 1854. Ophiobolus disseminans ingår i släktet Ophiobolus och familjen Leptosphaeriaceae.   Inga underarter finns listade i Catalogue of Life.